# Готфрид II (граф Лувена)
Готфрид II Младший (ок. 1109 — 13 июня 1142), граф Лувена. Соправитель отца Готфрида I с 1136 года, граф Лувенский, герцог Нижней Лотарингии и маркграф Антверпена (под именем Готфрида VI), ландграф Брабанта после смерти Готфрида I, с 25 июня 1139 года
В 1139 году Готфрид вступил в брак с Лютгардой Зульцбахской. В том же году начались т. н. «гримбергенские войны», конфликт с домом Бертольдов, господ Гримбергена и Мехелена. Конфликт продолжился ещё двадцать лет и завершился победой сына Готфрида, графа Готфрида III.
Право Готфрида II на Нижнюю Лотарингию, оспоренное Вальрамом II Лимбургским, было подтверждено императором Конрадом III не позднее 9 февраля 1140 года. Конрад поддерживал Готфрида, поскольку он был женат на сестре Лютгарды Зульцбахской Гертруде.
Готфрид неожиданно скончался в 1142 году, его сын и наследник Готфрид III был младенцем. Похоронен Готфрид II в церкви св. Петра в Лёвене.